# Baoneng Binhu Center Tower 1
La Baoneng Binhu Center Tower 1 est un gratte-ciel de 588 mètres et de 119 étages proposé à la construction, dans la ville de Hefei en Chine depuis 2014. Sa construction devrait commencer fin 2017.